# Casa Sancho
La casa Sancho és un edifici eclèctic dissenyat l'any 1901 per l'arquitecte valencià Joaquín María Arnau Miramón (1849 - 1906), a la ciutat de València.

## Història
L'arquitecte Joaquín María Arnau Miramón va rebre el desembre del 1901 l'encàrrec d'un edifici d'habitatges, per José Sancho, a la cantonada del carrer de les Comèdies nombre 10 amb el carrer de Peris i Valero, actualment batejat com carrer de la Pau.

## Edifici
Es tracta d'un edifici de cinc plantes amb façanes en angle, que s'integren en un mirador volat de planta poligonal i que, aparentment està sostingut a l'entresol per una columna sobre mènsula. El mirador recorre totes les plantes i es remata amb un capitell cobert de teules vidriades. Arnau utilitza un llenguatge eclèctic més sobri, que recorda el racionalisme gòtic de Viollet-le-Duc. Aquesta característica es repeteix també en el tractament de les mènsules de fosa on reposen les fines pilastres. És un dels edificis més bells i de disseny més acurat del carrer de la Pau.

## Galeria d'imatges

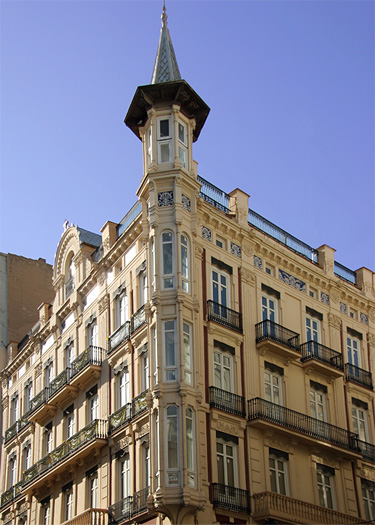
Façanes
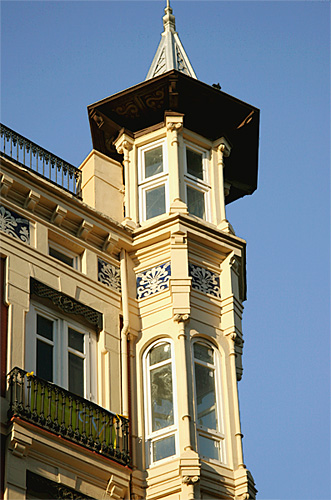
Detall del mirador
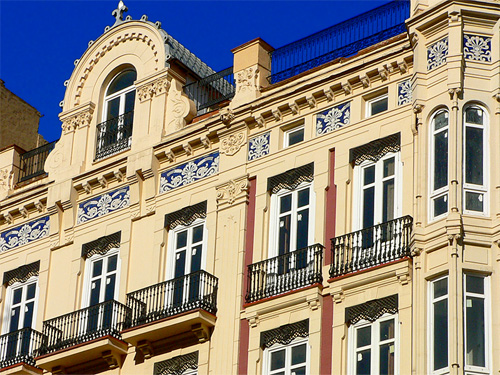
Detall
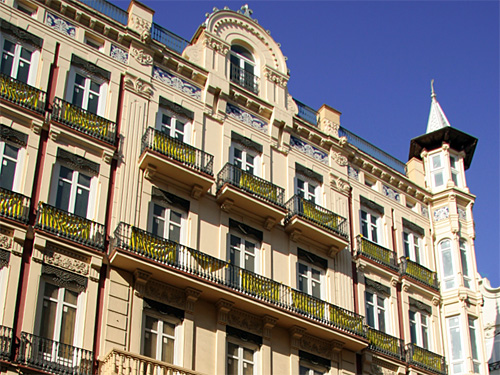
Façana del carrer de la Pau

## Plànols

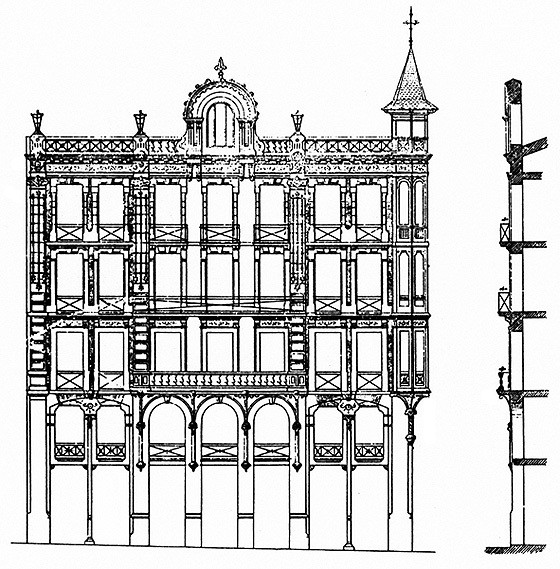
Façana al carrer de la Pau